# Church of St Michael and All Angels (Downholme)

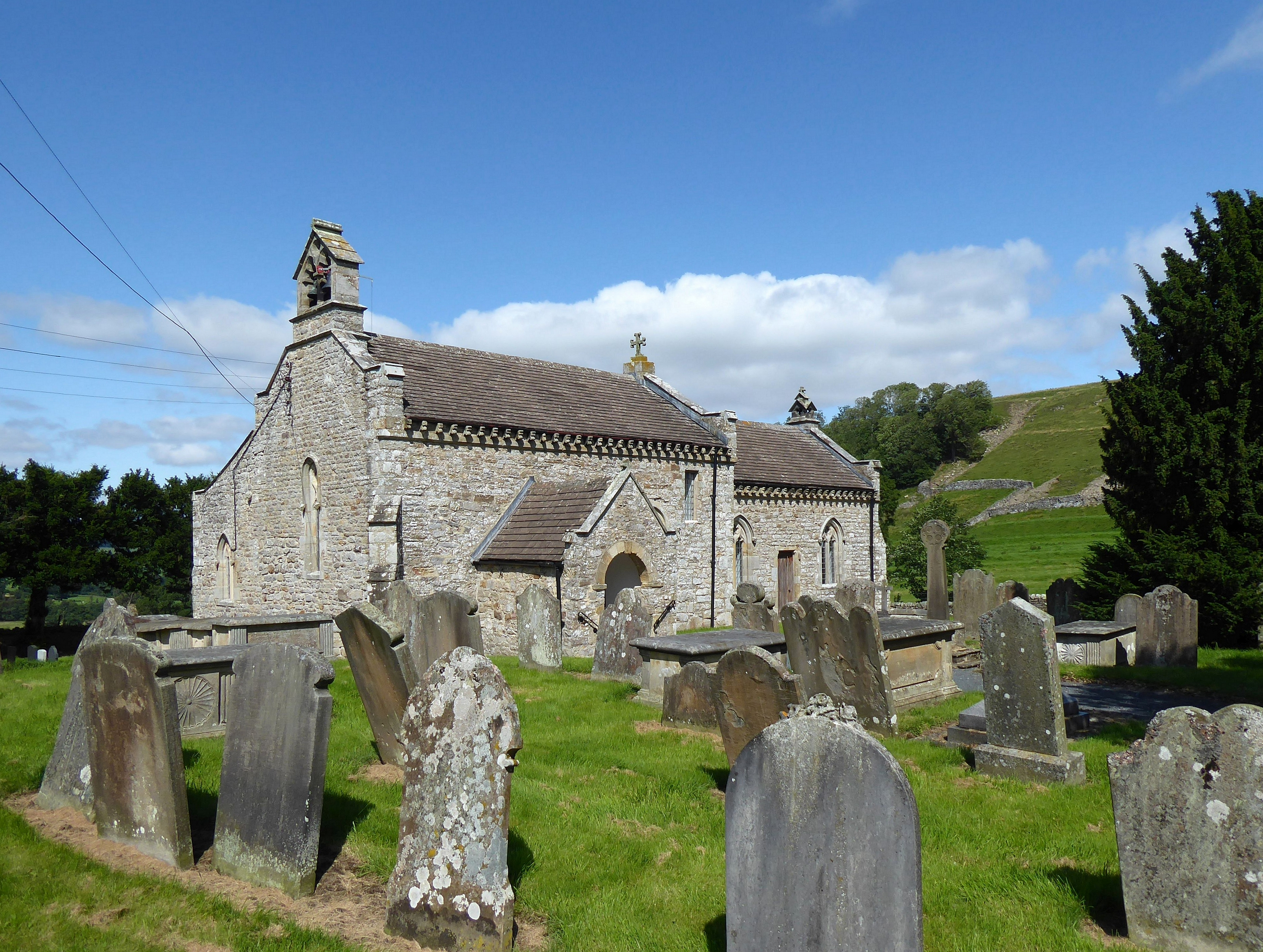
St Michael and All Angel’s Church, Downholem

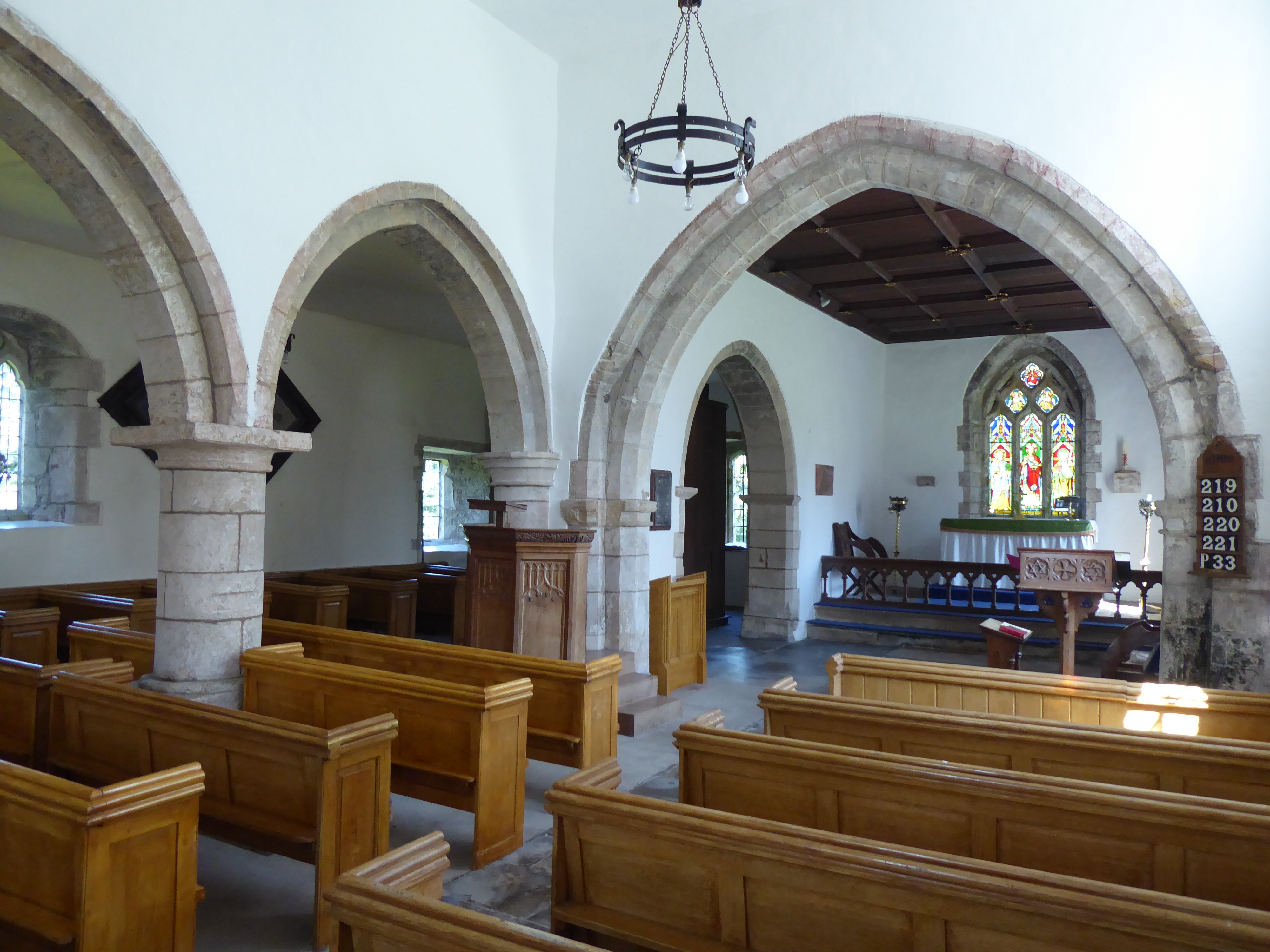
Inneres Richtung Chor

Die Church of St Michael and All Angels ist ein anglikanisches Kirchengebäude in Downholme, einem kleinen Weiler westlich von Richmond in North Yorkshire in Großbritannien. Das Bauwerk ist seit 1969 als Kulturdenkmal der Kategorie Grade II* eingestuft und steht frei in der hügeligen Landschaft der Yorkshire Dales innerhalb eines Friedhofs außerhalb des kleinen Ortskerns von Downholme.

## Geschichte
Die dem Patrozinium des Erzengels Michael und aller Engel unterstellte Kirche geht im Kern auf ein Bauwerk aus dem 12. Jahrhundert zurück. Ursprünglich befand sie sich inmitten der Ortschaft. Nach einem Ausbruch der Pest wurde der Ort jedoch verlegt und der alte Standort bis auf die Kirche aufgegeben.
Das dreijochige Langhaus des Gotteshauses entstand um das Jahr 1180, ihm wurde im 13. Jahrhundert ein nördliches Seitenschiff angefügt, das sich mit drei spitzbogigen Arkaden zum Kirchraum öffnet. Der zweijochige Chorraum entstand im frühen 14. Jahrhundert, sein erstes Joch ist mit einer weiteren Spitzbogenarkade mit dem letzten Seitenschiffjoch verbunden, wo sich heute die Orgel befindet. In der gerade geschlossenen Ostwand befindet sich ein Maßwerkfenster aus dem 14. Jahrhundert. Der Eingang zur Kirche erfolgt über die Südwand, wo sich ein normannisches Portal wohl aus der Erbauungszeit der Kirche findet, dem um 1811 eine Vorhalle angefügt wurde. Der Taufstein stammt aus dem 12. Jahrhundert.